# Fronteira marítima

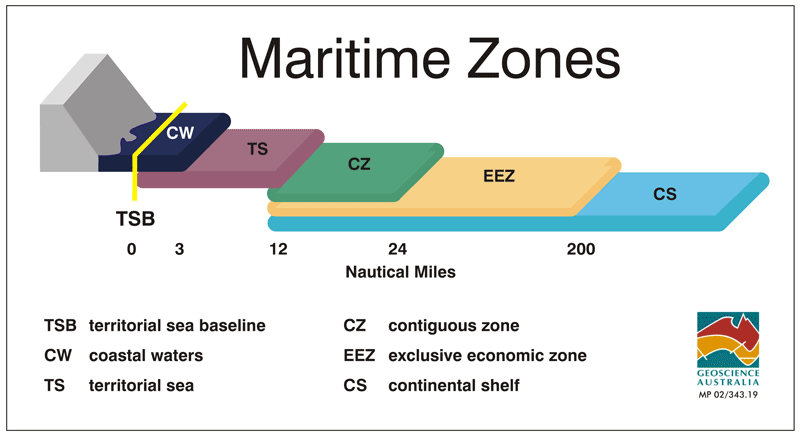
Representação gráfica de zonas marítimas

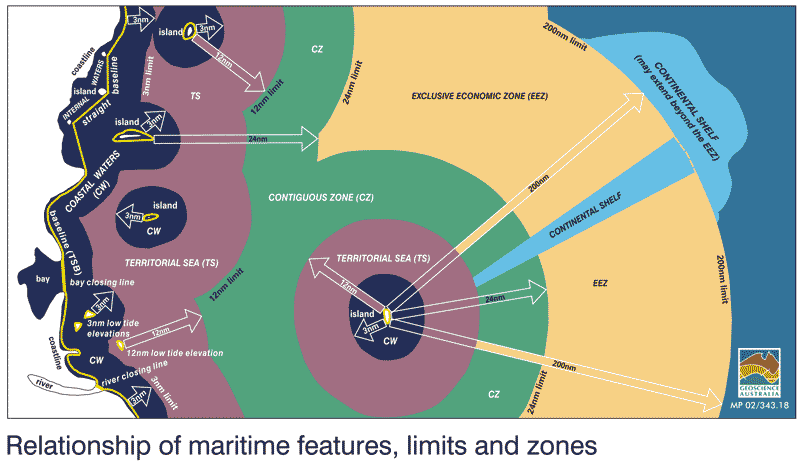
Zonas e limites marítimos

Fronteira marítima é uma divisão conceitual de áreas de superfície de água da Terra que usam critérios fisiográficos e/ou geopolíticos. Como tal, normalmente inclui áreas de direitos nacionais exclusivos sobre recursos minerais e biológicos,  englobando recursos marítimos, limites e zonas. Em geral, uma fronteira marítima é delineada através de uma determinada medida a partir da costa de uma jurisdição. Embora em alguns países o termo fronteira marítima represente as fronteiras de uma nação marítima, ele é reconhecido pela Convenção das Nações Unidas sobre o Direito do Mar para identificar as águas internacionais.
As fronteiras marítimas existem nas formas de águas territoriais, zonas contíguas e zonas econômicas exclusivas (ZEE); no entanto, a terminologia não abrange fronteiras em lagos ou rios, que são consideradas dentro do contexto das fronteiras terrestres.
Algumas fronteiras marítimas ficaram indeterminadas apesar dos esforços para esclarecê-las. Isso é explicado por uma série de fatores, como problemas políticos regionais.
A delimitação das fronteiras marítimas tem implicações estratégicas, econômicas e ambientais.